# Templo de San Francisco de Asís (Chihuahua)
El Templo de San Francisco de Asís es un edificio destinado al culto católico ubicado en la ciudad de Chihuahua, Chihuahua, México; data de la época colonial y es considerado el edificio religioso más antiguo de la ciudad de Chihuahua.

## Historia
El actual templo de San Francisco tiene su origen en el año de 1715, es decir solo seis años después de la fundación del entonces Real de Minas de San Francisco de Cuéllar —hoy la ciudad de Chihuahua— fundado en 1709, cuando llegó a la población fray Miguel Nájar, visitador de la Tercera orden de San Francisco, quien solicitó la autorización para construir el templo al Obispo de Durango, Pedro Tapiz y García, y al capital general de la Nueva Vizcaya, Manuel de San Juan y Santa Cruz, el solar donde se ubicó fue donado por el entonces corregidor general de la población, José de Orio y Zubiate, mismo que fue ampliado por ayuntamiento que lo entregó en custodia a la orden franciscana; como el templo principal de la población y que actualmente es la Catedral de Chihuahua ya estaba dedicado a San Francisco de Asís, se decidió que este segundo templo fue dedicado a San José, considerado patrono de los mineros, aunque sería más conocido por la población como el Templo de la Tercera Orden.
La construcción inició en 1721 y duró veinte años en completarse, aunque fue bendecido el 4 de octubre de 1726, y en 1738 se construyó anexa una capilla dedicada a San Antonio de Padua y finalmente la construcción concluyó en 1741 con la terminación de la torre. Posteriormente fue construido contiguo al templo un hospicio que luego llegaría a ser convento franciscano y del que actualmente solo sobrevive su antiguo portón de acceso coronado por el escudo de la orden.

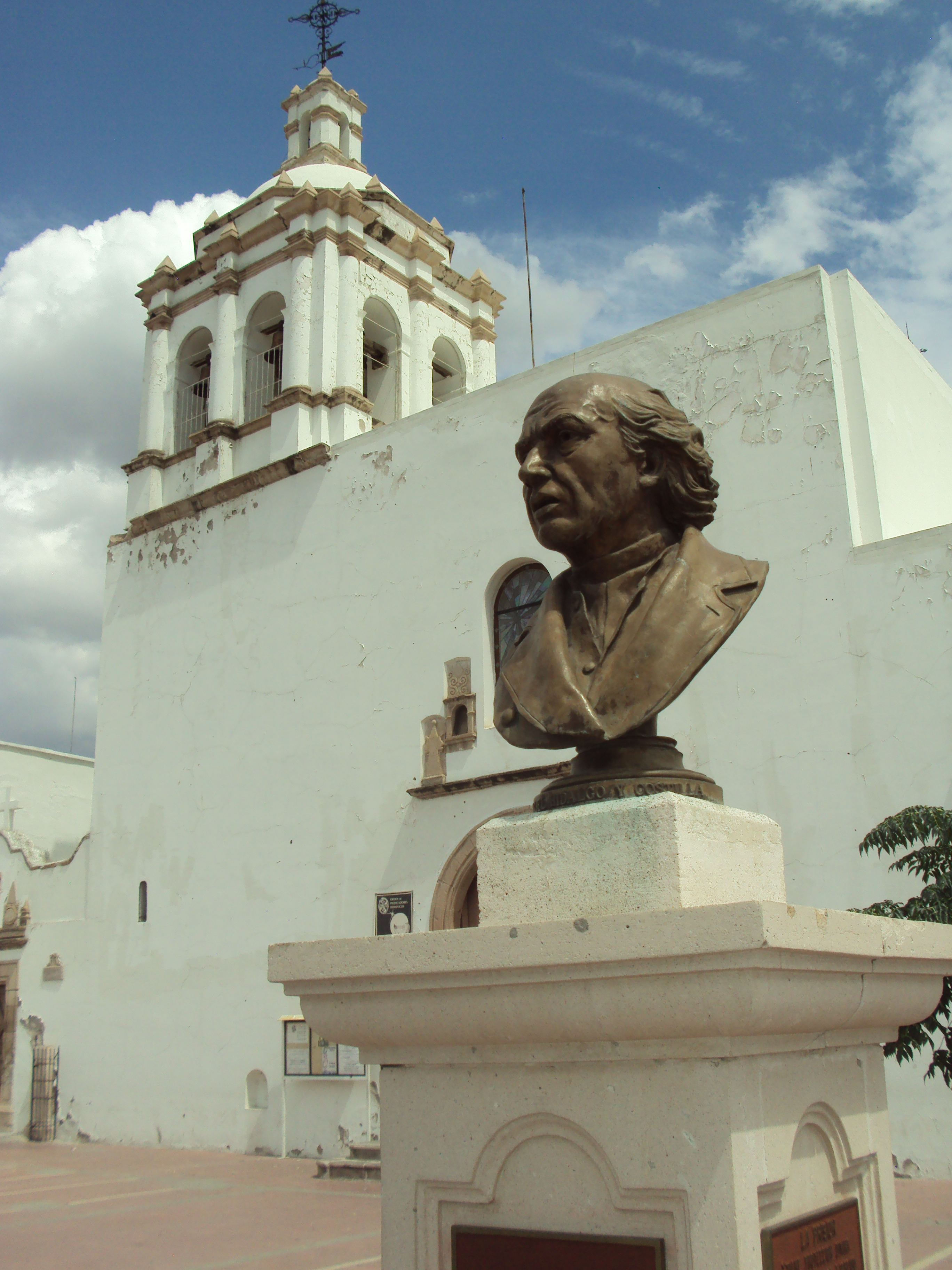
Monumento a Miguel Hidalgo en el atrio del templo.

En 1811 cuando llegaron prisioneros a Chihuahua varios de los insurgentes capturados en Acatita de Baján algunos de ellos fueron encarcelados en las instalaciones del convento, y el 30 de julio del mismo año tras su fusilamiento, fue sepultado en la capilla de San Antonio el cuerpo decapitado de Miguel Hidalgo y Costilla, iniciador de la lucha  por la Independencia de México y considerado el Padre de la Patria. Su cuerpo permaneció en la capilla hasta su exhumación en 1823 en que fueron trasladados a la Ciudad de México.
En agosto de 1865 fue nacionalizado de acuerdo a las Leyes de Reforma durante la estancia del presidente Benito Juárez en Chihuahua y su antiguo convento enajenado a particulares y que concluyó con su destrucción, aunque el templo continuó destinado al culto público. El 13 de agosto del mismo año las fuerzas de intervención francesas ocuparon Chihuahua y el 16 de septiembre, aniversario de la Independencia organizaron una conmemoración oficial con una misa en el templo parroquial; los republicanos realizaron entonces una celebración paralela con una misa en el entonces templo de San José, oficiada por el párroco de Chihuahua, José de la Luz Corral; tras la misa, varios de los asistentes lidereados por un catedrático del Instituto Científico y Literario, Jesús Escobar Armendáriz, agredieron a los soldados franceses y en respuesta fueron encarcelados y su líder, Escobar, condenado a barrer las calles de la ciudad; en protesta a esta decisión de las fuerzas de ocupación, muchas mujeres de la población arrojaban flores a Escobar para que este las barriera en vez de la basura.
En 1891 por la bula Illud in primis del papa León XIII fue creada la Diócesis de Chihuahua y su antiguo templo parroquial dedicado a San Francisco fue elevado a categoría de Catedral y el título de la Santa Cruz, debido a ello al hasta entonces templo de San José le fue modificada su advocación, siendo dedicado a San Francisco de Asís, como hasta la actualidad. Posteriormente el templo ha sufrido varias remodelaciones sobre todo en su interior, en la actualidad es servido por religiosos de la Orden de Predicadores o dominicos y se considera como el edificio de mayor antigüedad aún en servicio en Chihuahua.

## Arquitectura

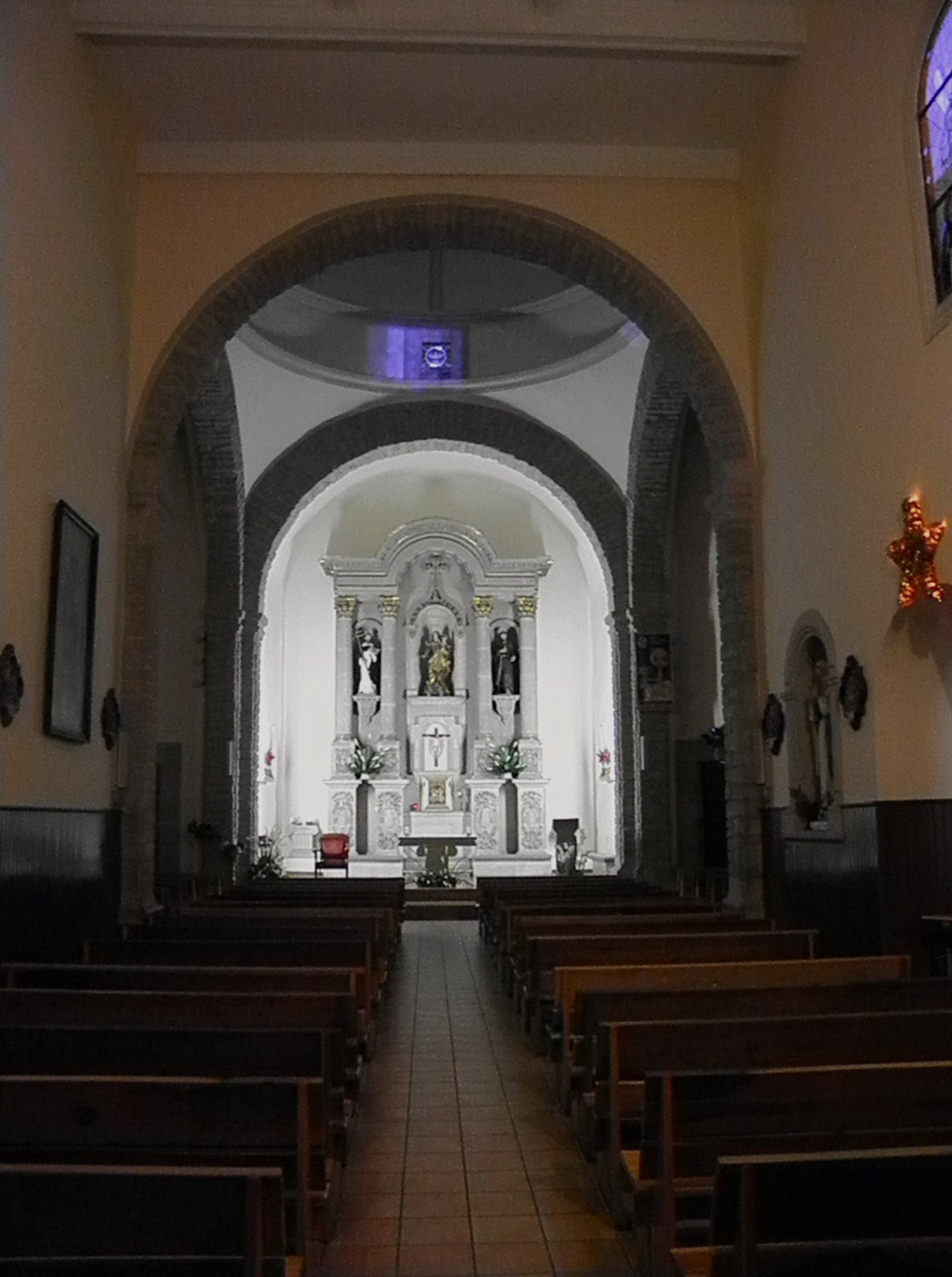
Interior del templo.

El templo de San Francisco es de construcción sencilla y recia, sin una gran decoración, típica de las misiones franciscanas del norte de México; cuenta con una torre de un solo cuerpo y dos luces, coronada por una linternilla. La fachada es sencilla y cuenta únicamente con la puerta principal de arco de medio punto y la ventana del coro rodeada por dos pequeños nichos, a la derecha y a menor altura se encuentra la capilla de San Antonio cuya puerta de acceso es idéntica la principal con la excepción de una ventana redonda que la corona. 
El templo se encuentra rodeado por un atrio limitado por una reja de forjado metálico y con columnas de cantera en sus ángulos, en dicho atrio se encuentra un busto de Miguel Hidalgo en conmemoración a que su cuerpo reposó en la capilla de San Antonio. Al extremo izquierdo se encuentra el portón de acceso del antiguo convento, ornamentado por el Escudo Franciscano labarado en cantera.
La planta es de cruz latina de una sola nave, la cubierta es plana y el ábside en ochavo. Sobre el crucero, ornamentado por medio de arcos de cantera trabajados en forma rústica, se encuentra una cúpula de media esfera con nervios interiores, sobre un tambor de base circular con cuatro ventanas cuadradas enmarcadas en piedra y como remate una linternilla.
El altar original del ábside, de estilo barroco, se encuentra oculto por otro de cantera y estilo neoclásico que fue construido en 1906 y en los extremos del crucero se encuentran dos retablos del siglo XVIII tallados en madera dorada y policromada de estilo barroco y con columnas estípite, que originalmente se encontraban en la Capilla de Nuestra Señora de Loreto del antiguo Colegio de Jesuitas de San Felipe, y que hoy es el Palacio de Gobierno de Chihuahua, el de la izquierda está dedicado a Jesús Nazareno, el de la derecha a la Madre Santísima de la Luz. El techo de toda la construcción era de viguería y terrado, que fue sustituido en tiempos modernos por losa de concreto.

## Galería de imágenes

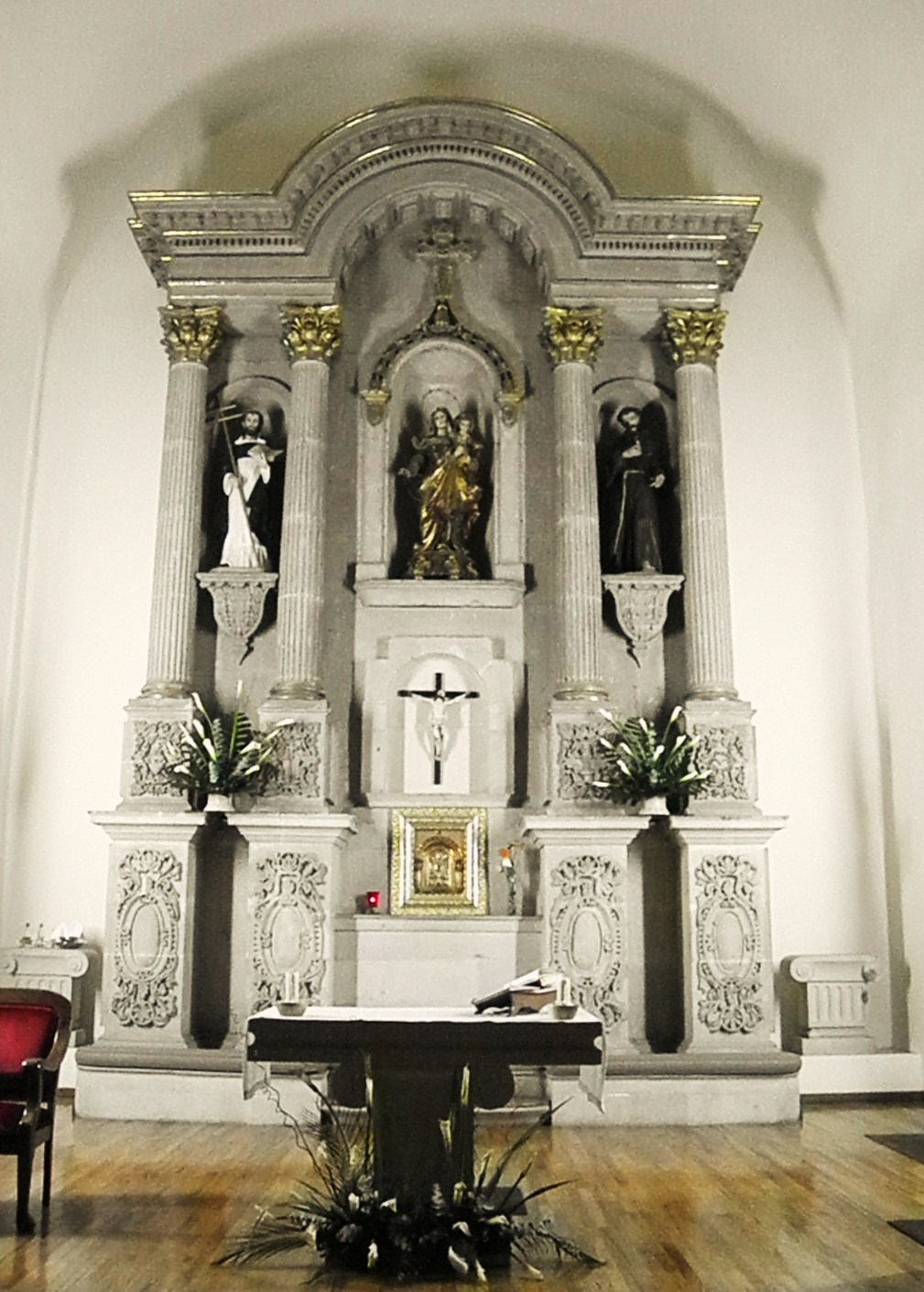
Altar mayor
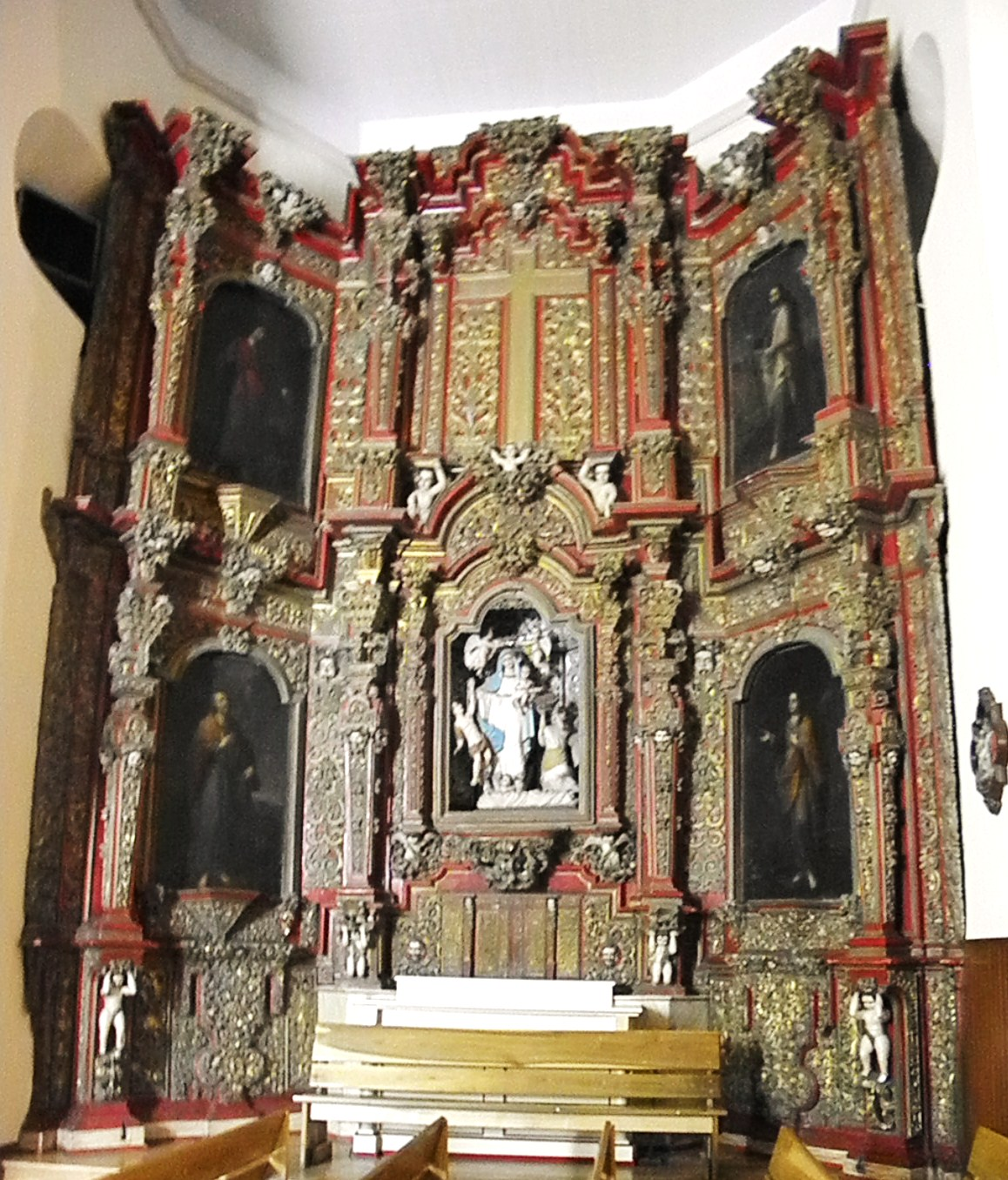
Altar lateral barroco
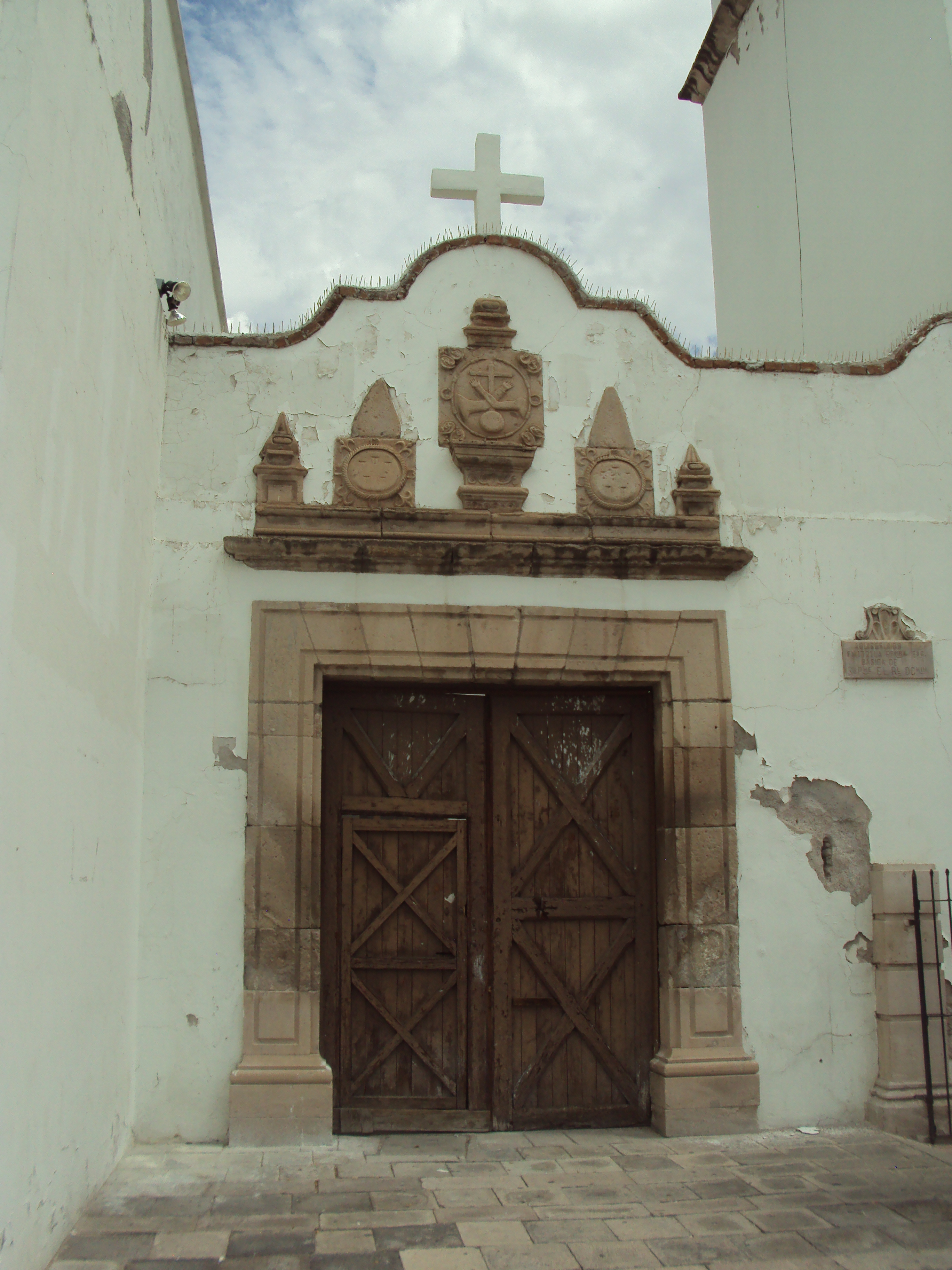
Portón del antiguo convento
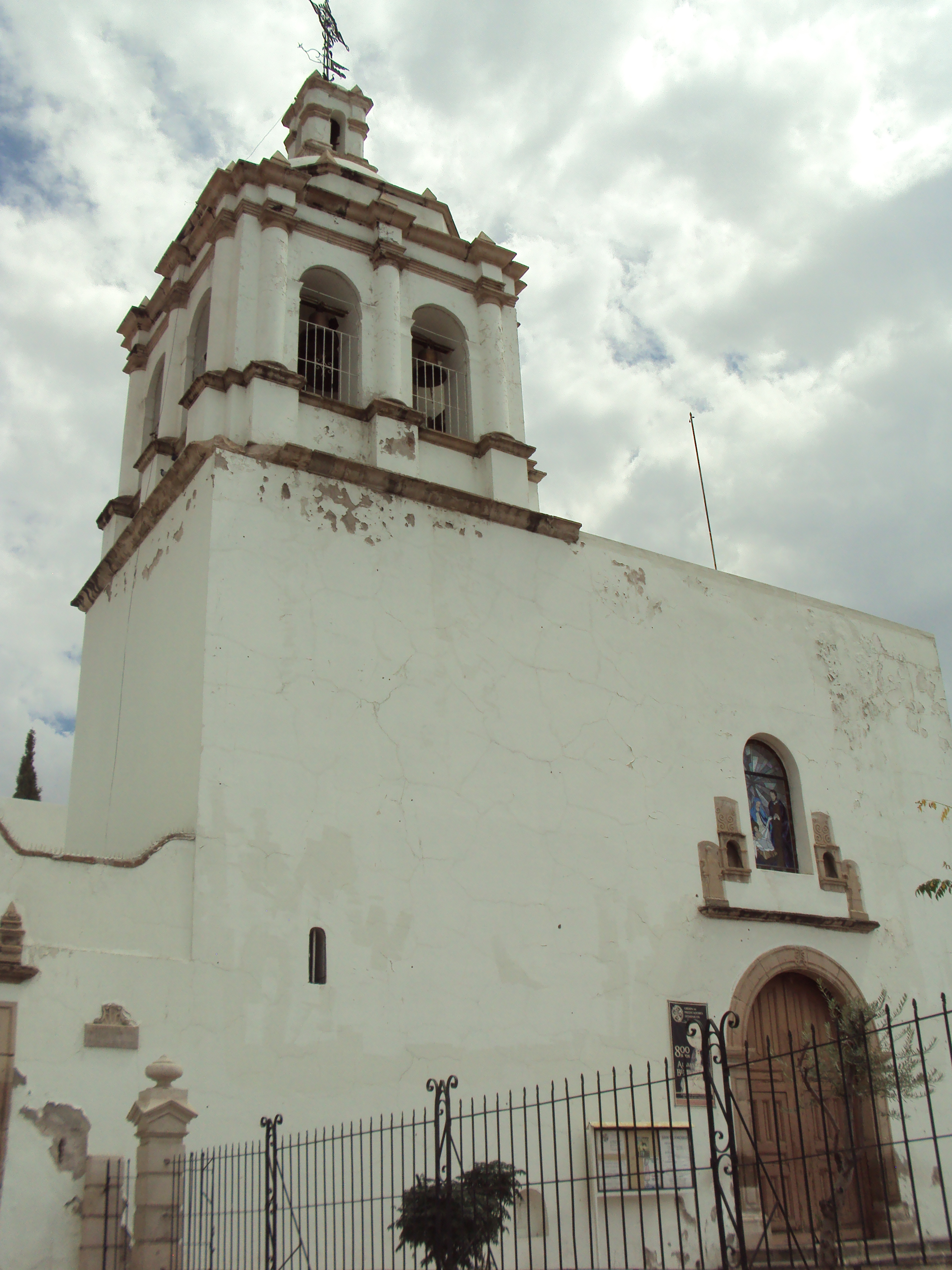
Torre
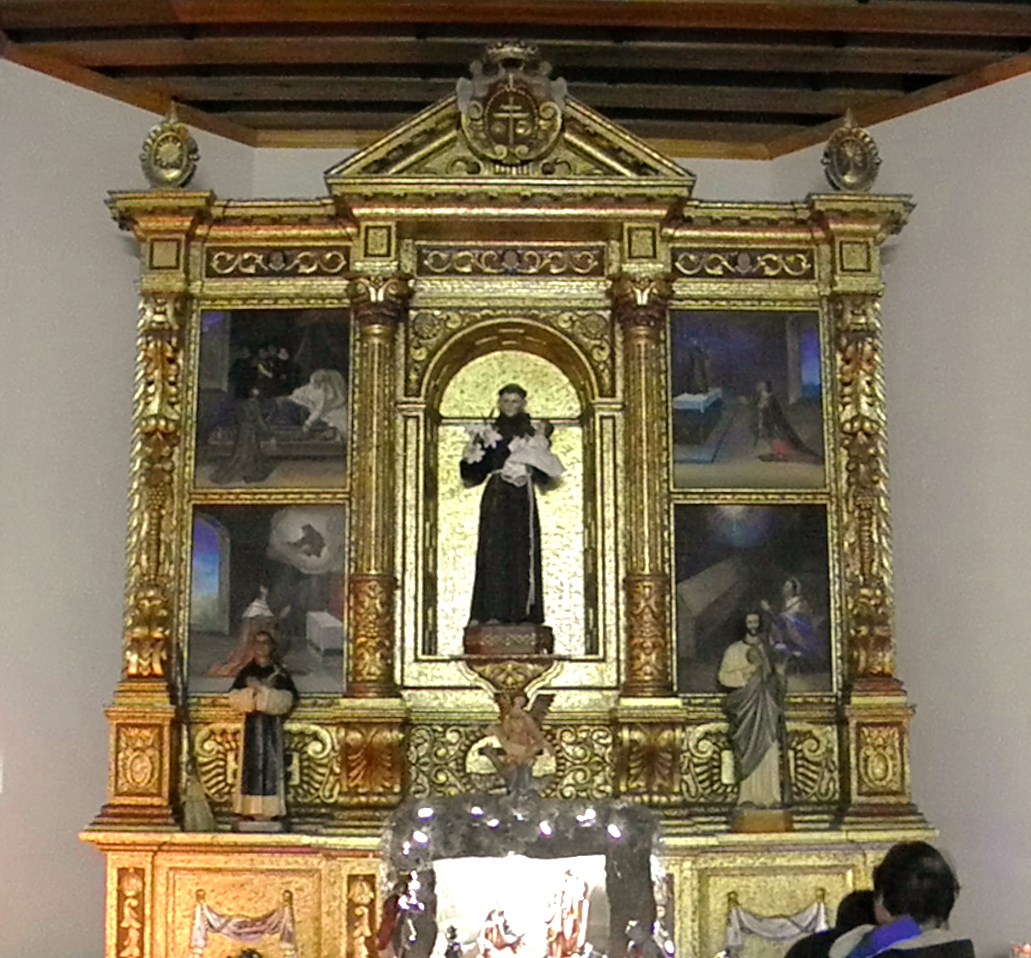
Altar de la capilla de San Antonio